# Cornelia Kerth
Cornelia Lieselotte Kerth (* 1954 in Bad Kreuznach) ist eine deutsche Sozialwissenschaftlerin, Autorin, Politikerin (Die Linke) und Vorsitzende der Vereinigung der Verfolgten des Naziregimes – Bund der Antifaschistinnen und Antifaschisten (VVN/BdA).

## Leben
Kerth ist ehemalige Juso-Funktionärin. Später war sie als Sozialpädagogin und Lehrerin  bei der Hamburger Erwachsenen Bildung e.V. (HEB), einem Institut gegen Analphabetentum, tätig. Bis 1998 war sie Mitglied der SPD. 2005 wurde sie Parteimitglied von Die Linke und trat seither mehrfach als Bundestagskandidatin an, wobei sie 2017 in ihrem Bundestagswahlkreis Hamburg-Wandsbek 9,2 % der Erststimmen erhielt. 2020 trat sie erfolglos für ein Abgeordnetenmandat in der Hamburgischen Bürgerschaft an

### Bundesvorsitzende im VVN-BdA
Cornelia Kerth ist Bundesvorsitzende und Sprecherin der Vereinigung der Verfolgten des Naziregimes – Bund der Antifaschistinnen und Antifaschisten (VVN-BdA).
Sie war 2009 Vertreterin einer von 175.500 Bürgern unterstützten und in den Bundestag eingereichten Petition für ein NPD-Verbotsverfahren. 2023 stieß sie eine Debatte über eine Kampagne zum Verbot der AfD an und steht im Impressum vom Hamburger Ableger „Bündnis gegen Rechts“, einer Initiative, die regelmäßig zu Großdemonstrationen aufruft.

## Schriften (Auswahl)
- mit Heinrich Fink (Hrsg.): Einspruch! Antifaschistische Positionen zur Geschichtspolitik. PapyRossa-Verlag, Köln 2011, ISBN 978-3-89438-461-6.
- mit Martin Kutscha (Hrsg.): Was heißt hier eigentlich Verfassungsschutz? Ein Geheimdienst und seine Praxis. PapyRossa-Verlag, Köln 2020, ISBN 978-3-89438-729-7.
- AfD-Verbot? Der Einsatz würde sich lohnen. In: analyse & kritik, Ausgabe 695, 2023 (akweb.de).